# Audiencia Provincial de Almería

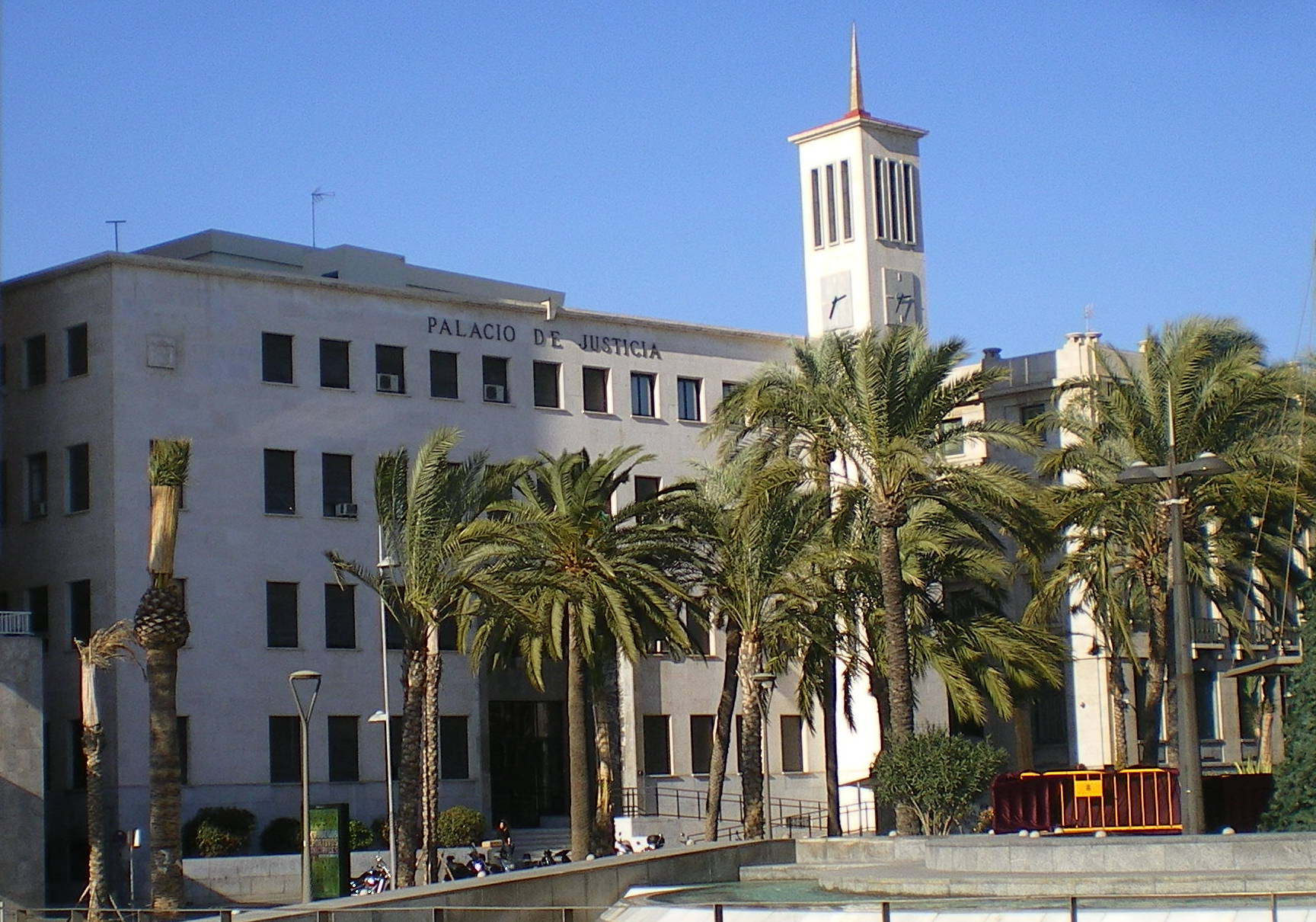
Palacio de Justicia de Almería, sede de la Audiencia Provincial de Almería.

La Audiencia Provincial de Almería es un tribunal de justicia que ejerce su jurisdicción sobre la provincia de Almería (España).
Conoce de asuntos civiles y penales. Cuenta con tres secciones: una civil (1) y dos penales (2 y 3).
Tiene su sede en el Palacio de Justicia de Almería situado en la capital almeriense. La actual presidenta de la Audiencia Provincial de Almería es, desde 2009, Lourdes Molina Romero.